# Анна Орлеанская (герцогиня Аостская)
Анна Мария Елена Орлеанская (фр. Anne Hélène Marie d'Orléans; 5 августа 1906, Ле-Нувьон-ан-Тьераш, Франция — 19 марта 1986, Сорренто, Италия) — французская принцесса из Орлеанского дома, в браке — герцогиня Аостская.

## Биография
Анна стала третьей дочерью в семье французского принца Жана Орленаского (1874—1940) и его супруги и кузины принцессы Изабеллы Орлеанской (1878—1961). Всего в семье было четверо детей: Изабелла (1900—1983), Франсуаза (1902—1953), Анна (1906—1986) и Анри (1908—1999). Дедушки Анны были родными братьями, а бабушки - двоюродными сестрами (все четверо - внуки короля Луи-Филиппа и его жены Марии Амалии).

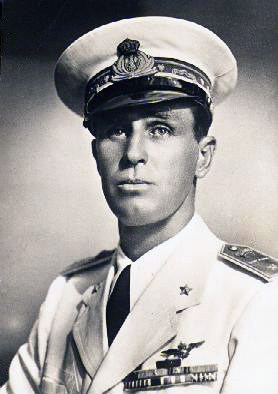
Принц Амадей.

5 ноября 1927 года принцесса Анна вышла замуж за итальянского принца Амадея Савойского, 3-го герцога Аостского (1898—1942) и своего двоюродного брата. Принц принадлежал к итальянскому королевскому дому Савойя и был сыном Эммануила Филиберта Савойского и Елены Орлеанской. Муж принцессы умер в 1942 году от туберкулеза и малярии в Найроби. У супругов было две дочери:
- Маргарита Савойская-Аостская (1930—2022) — была супругой Роберта Габсбург-Лотаринского, герцога Модены, имели пятеро детей;
- Мария Кристина Савойская-Аостская (1933—2023) — супруга принца Казимира Бурбон-Сицилийского, имели четверых детей.

Анна умерла 19 марта 1986 года в Сорренто, Италия. Похоронена в базилике Венчанной Богоматери Доброго Совета в Неаполе рядом со своей свекровью (и одновременно двоюродной теткой) Еленой Орлеанской.

## Награды
- — Дама Ордена Королевы Марии Луизы.
- — Дама Мальтийского ордена.
- — Дама Священного константиновского военного ордена святого Георгия.